# Ernest Prišlič
Ernest Prišlič, Slovenski smučarski skakalec, * 30. september 1993, Trbovlje. 
Ernest Prišlič je začel svojo skakalno pot v klubi Ilirija v Ljubljani; kasneje nadaljeval v klubu SSK Žiri, sedaj pa je že vse od leta 2002 član SSK Zagorje Ytong. Ernest je tudi član slovenske B reprezentance.Njegov največji uspeh je osvojitev zlate medalje na ekipni tekmi na mladinskem svetovnem prvenstvu v Liberecu. Nase je opozoril marca 2016, ko je na preiskusu planiške letalnice poletel 246m ter tako postal drugi najdaljši Slovenec. 8. decembra 2016 je bil resno poškodovan v hudi nesreči.